# 早押しクイズ

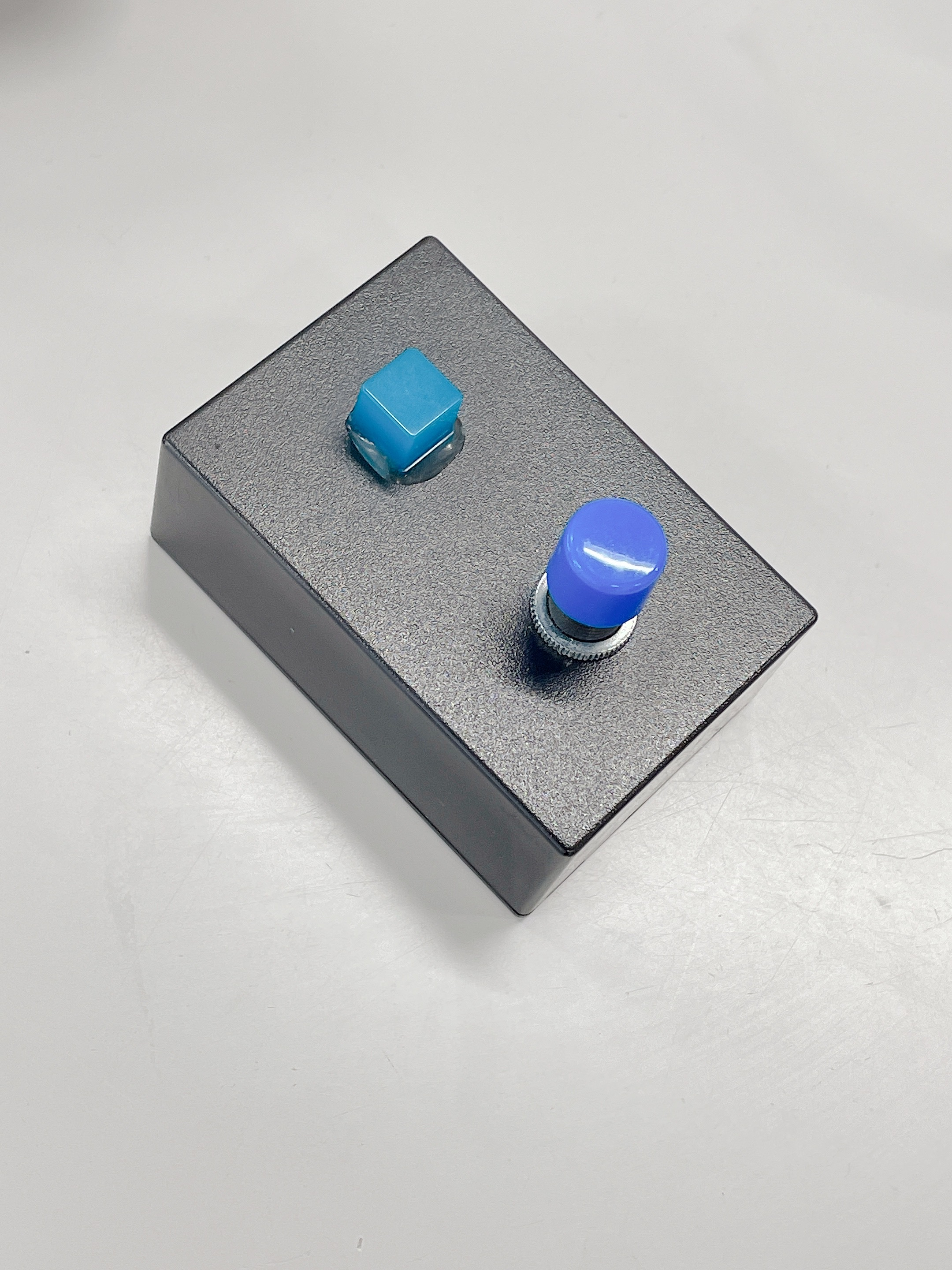
競技クイズで使われる「早稲田式」の早押しボタン（右下）とランプ（左上）

早押しクイズ（はやおしクイズ）は、クイズの代表的な形式の1つ。複数の解答者のうちから、解答の意志がある者をボタンを用いた装置や道具などを用いて限定する方式によって行なわれる。

## 基本的なルール
質問に対して早く理解した者から解答するという意思表示を行い、最も早く意思表示をした者が答えを言う権利である解答権を得る。ゲーム性の強いクイズ番組では、解答が不正解であった場合、正解が出るまでボタンを押した順に解答権が移っていくというルールが多い。
解答者の意思表示の時点で出題は停止するのが日本では一般的だが、『クイズグランプリ』などでは意思表示後も最後まで問題が提示された。なお、問題が全て提示されるまで意思表示はできない=問題文をすべて読みきってからでないと解答権を得ることができないというルールを実施している場合もある。逆に、問題文を途中までしか読まず、意思表示をした後でないと問題が全て提示されない形式も存在する。
意思表示の手段としては、各解答者の手元に押しボタンを置き、ボタンの押されたタイミングから最も早くボタンを押した者を機械的に判定する方式が最も一般的であるが、挙手や早食い等によって解答権を得る場合もある（その場合、VTRなどで確認をする場合もあるが、大抵は司会者の裁量で判断される）。機械的な手段による場合、各解答者の手元に置かれるボタンを「早押しボタン」、装置全体を「早押し判定機」（早押し機）と呼ぶ。また、円形になった解答者の中心に何らかの物体を置き、それを最も早く手にした者が解答権を得る、『クイズ・ドレミファドン!』などで用いられた方式もある。

## 応用ルール
早押し機による早押しクイズを行なう場合、解答権を得るための条件を「ボタンを押す」から別の形に変えたり、ボタンを押すまでに障害を設けることによってルールにバリエーション（変化）を設けることが可能である。これは『アメリカ横断ウルトラクイズ』において多く使用された。こうした特殊条件を用いた問題では通常の機械的な選出とは異なり、「権利獲得に意識を傾けるあまり、解答時に肝心の問題内容を忘れてしまう」といったケースが生じることがある。
大声クイズ
早押しボタンの代わりに解答者の前にマイクを置き、解答者が大声を出して一定の音量に達したときに解答権を得られる。解答権を得るための条件を変えた例。また『マジカル頭脳パワー!!』の「マジカルシャウト」では正解となる語句そのものをマイクに向かって叫び、最初に反応した解答者の回答が有効となっていた（反応した回答が不正解だった場合には解答者にはペナルティ（罰）が課せられる）。
マラソンクイズ
自動車などの後部に早押しボタンを置き低速で走らせ、解答者はそれについてマラソンのように走りながらクイズに答える。ボタンを押すまでに障害を設けた例。
イントロクイズ
質問する代わりに曲のイントロ（冒頭）部分を流し、早押しで曲名を答えさせる。曲名のほか、アーティスト名、使用されたドラマや映画を問う場合もある。変わったところでは詩や文学作品で行うこともある。出題内容が特殊な例。
ヒントクイズ
映像などでヒントが順々に示され、答えが分かった時点でボタンを押し、解答するというもの。タレントが解答者として出演するバラエティークイズ番組に多い。1人が正解した時点で終了するものが多かったが、ヘッドホンや耳打ち方式などで他人に答えが分からないようにし、全員が正解するか映像が終了するまで続けられる形式のクイズもある。『マジカル頭脳パワー!!』において多く出題された。出題内容が特殊な例。正解までの時間によって得点が変動するルールもある（早く正解するほど高得点）。
早書きクイズ
口頭ではなくペンでフリップや、タッチペン（スタイラス）でディスプレイに答えを書くタイプのもの。書いてからボタンを押す、ボタンを押してから書く、ボタンを押さなくても正解を記入した時点で正解となる方法など様々なシステムがある。誰かが正解しても他の解答者に正解が知れ渡らないためクイズを続行できるのが利点である。『クイズ どんなMONだい?!』で初めて採用され、『どちら様も!!笑ってヨロシク』や『平成教育委員会』、『東大王』などで見られた形式。クイズサークル（同好会）では、ボタンを押してから書く方式が主流で、押した本人が正解すれば高得点だが不正解時のペナルティも大きく、それ以外は正解しても低得点だがペナルティが無い（または軽い）方式がよく用いられる。早押しボードクイズも参照。変則版として、『わいわいスポーツ塾』では制限時間内に解答を書いてボタンを押し、残り時間で得点が決定する早書き早押しクイズがあった。
選択問題
選択問題は早押しクイズにはあまり向いていないが、1つの解答者席に複数個のボタンを設置し選択問題に対応できるようにする。解答の早い順に得点をつけたいときなどに有効である。『オールスター感謝祭』の「正解者のうち最もボタンを押したのが遅い者が予選落ち」や「鐘が鳴った（最終問題の）ときに最もボタンを押したのが早かった人がピリオドチャンピオン」システムなどが代表例。また、クイズゲームではタッチパネルの普及まで任意の文字入力が難しかったため、早押しクイズでも選択問題がよく用いられる。
空席待ちクイズ
クイズに参加できる人数・チーム数を限定し、残りはその後ろに並んで順番が回るのを待つというもの。不正解をすると（回によっては、正解者以外の前列の回答者も）列の最後尾に戻される。前の回答者が勝ち抜けるか不正解をすると残りの回答者が前に詰めていく。
また、早押しクイズは問題の途中であっても解答者の意思表示によって出題を中断させることができる。この特性を利用した特殊な問題が使用されることがある。

## 不正解時の罰則
解答権を得た人が間違えたり、猶予時間内に答えを出さなかったりした場合（これを一般的に「お手付き」「誤答」「間違い」「不正解」と称する。本項では「不正解」で統一する）、その解答権を得た者に何らかの罰則（「ペナルティ」とも称す）を与えることがほとんどである。
解答権一時剥奪
一時的に解答権を失う。番組やルールによって罰則内容が異なり、次のようなパターンがある。団体戦形式の場合にはチーム全員の解答権が剥奪されることもある。
- 該当問題のみの解答権剥奪…一定時間または正解者が出るまでその問題の解答を受け付ける形式では該当問題の解答権を失う。一定時間経過または一定回数不正解が出るか参加者全員が不正解で次の問題に移行することもある。『カルトQ』ではこの形式が採用されていた。
- 該当問題以降規定数解答権剥奪…不正解者は該当問題の次の問題から規定回数解答権を失う。いわゆる「n回休み」（n=数字、「n休」ともいう。例えば「5○2休」（ゴマルニヤスまたはゴマルニキュウ）ならば「5問正解で勝ち抜け、不正解は次の問題から2問休み」を意味する。）はこれにあたる。
- 次の不正解者が出るまで解答権剥奪…不正解者は次の不正解者が出るまで解答権を失う。ルールによっては解答者が出なかった問題（「キャンセル」または「スルー」ともいう）が発生した場合解答権が復活することもある。

解答権移動
他の解答者に解答権が移動する。ルールの性質上1対1の対戦形式で用いられることが多い。ルールによっては問題を全文読み上げの上で次の解答者に解答権を移動させることもある。また1対1の対戦形式の場合はあとに解答する側は得点のチャンスとなる。
減点
不正解者が持っていた点数がいくらか減らされる。基本的には正解時の得点分や1ポイントや10点など、減点される点数は一定だが、『クイズ・グランプリ』など問題や時と場合に応じて減点の量が変化するルールもある。また、1回休みなどと複合させたり正解時+1ポイントに対して不正解だと-2ポイントとペナルティを厳しくしたり一定ポイントまで減点された場合失格というルールもある。『アップダウンクイズ』では解答者が不正解だった場合解答者の持ち点を0点にされてしまう。
対戦相手に加点
おもに1対1の対戦形式で用いられ、不正解者のポイントは現状維持で対戦相手にポイントが加点される。勝利条件が規定数ポイント獲得の場合、不正解で決着がつくこともある。
失格
クイズへの参加権を剥奪される。罰則の中でも特に重い為、大抵は3回や5回など、ある程度までは猶予を与えられるが（いわゆるn×ルール）、参加人数が多いルールでは、1問不正解だけで失格にさせられる場合もある。また、失格条件が規定回数不正解の場合不正解で決着がつくこともある。勝ち抜け正解数とセットで、「m○n×」と呼ばれることも多い。例えば、「7○3×（ナナマル サンバツ）」ならば、「7問正解で勝ち抜け、3問不正解で失格」を意味する。またルールによっては連続不正解で失格とする場合もある。
何らかの行為を強いる
不正解者に何らかの行為を強いらせて、クイズへの参加を阻んだり、単に妨害・危害を与えたりする。代表例として、『アメリカ横断ウルトラクイズ』においては、不正解者にある一定の距離を走らせて、一時的にクイズから離脱させるルールが多く（ペナルティを行っている間はクイズに参加できないため、結果的にペナルティ執行中分休みになる）、『ダイビングクイズ』では、座っている滑り台の角度を上げて、クイズに参加し続けるのを困難にさせられる。なお、これらはクイズ参加中に実施されるものであるため、クイズ終了後に実施される罰ゲームとは異なる。

## 歴史
元来、クイズは一対一であったり（スフィンクスとオイディプスの謎かけ）、解答者が連携して正解を導き出すものであったり（NHK『話の泉』）と、出題者と解答者との間で争われるものが中心であったが、テレビでクイズ番組が盛んに作られるようになると、解答者間に競争を導入し、勝ち負けを競う形式が使われるようになった。このとき、一問一問ごとに解答者が答えを紙などに書き、公開した上で正解を発表する形式が用いられ、現在でも多く使用されているが、この形式では一問一問に時間がかかり、多くの問題を出題できない点、テンポが悪くなる点などが欠点であった。1960年代に入り、これらの欠点を解消する形式として早押しクイズが『アップダウンクイズ』などの番組で使用されるようになった。

## 戦術
早押しクイズの戦術はその性質上、基本的に「いかに早くボタンを押すか」と「問題を先読みしていかに早く答えを見出すか」が主となる。
押し込み
早押し機のボタンの「遊び」（押しても反応しない部分）のぎりぎりまでボタンを予め押し込んでおくこと。遊びの部分をなくすことで早く押すことを狙った技術。しかしながら、早押し機は、時代が進むに連れて機械の技術が向上していることにより、それに比例してボタンの感度が上昇しているため、徐々に使われなくなっている。
ポイント押しと読ませ押し（ストレートとパラレル問題）
テレビのクイズ番組などで、問題の読み上げ途中で正解を出し、視聴者には状況がわかりにくい場面がよくある。これは解答者が「正解はこれであろう」という見当を読み上げの最初からつけ、解答が絞り込める最初の時点でボタンを押すからである。例えば、
「京の三大祭とは、葵祭、時代祭と何？」（答えは祇園祭）
という問題があったとする。この問題は、京の三大祭が何かを知っていれば「京の三大祭とは、葵祭、じ」まで聞けば答えがわかる（なぜなら「京の三大祭とは、葵祭、」まで読まれた時点で、「じだい祭」と続けば答えは祇園祭であり「ぎおん祭」と続けば答えは時代祭になり、次の1音が読まれたら答えが分かるからである）。従って、解答者は「時代祭」（の頭文字）を聞くとボタンを押そうとする。これをポイント押しという。長戸勇人は、答えのわかるポイントになる文字を競技かるたの決まり字になぞらえている。
各々の解答者の読むペースにもよるが「葵祭、」くらいのところでボタンを押しても、出題者は連動される形で最初の一文字くらいは発音してしまう。これを利用して問題文の先を知り、早く押すことができる。これを読ませ押しという。この技術は名数問題などで特に有効である。
ただし、この特性を逆に利用した引っ掛け問題が出題されることもある。例えば、
「石油輸出国機構といえばOPEC。ではアラブ…」
という問題（『クイズは創造力・理論編』（長戸勇人著、情報センター出版局）より引用）では、「アラブ石油輸出国機構といえば何?」と続き「OAPEC」が正解となる場合が一般的だが、同書では「アラブより弱いと評された第47代日本ダービー馬は?」と続き「オペックホース」が正解となる例を紹介し、読ませ押しが裏目に出る可能性に注意を促している。
「京の三大祭とは～」のように、そのまま回答が絞り込まれる問題を「ストレート」、「石油輸出国機構といえばOPEC。ではアラブ…」のように、途中で関連する違う内容が答えになる問題を、「パラレル」（複合並立型）と呼ぶ。パラレルは、「AといえばBですが、Cといえば何？」というように、二つの文章を並べることから付けられた形式。出題では、並べるのは2つだけのことが多く、「AといえばB、CといえばDですが、Eといえば何？」のように、3つを並べることは少なく、4つ以上になることは稀である。また、
「日本の首都は東京ですが、アメリカ合衆国で一番高い山はどこ？」（答えはデナリ（マッキンリー））
のように、前後の関連が無い、あるいは薄い出題は不適切とされている。この場合は、
「日本の首都は東京ですが、アメリカ合衆国の首都はどこ？」（答えはワシントンD.C.）
のように、何らかの関連（この場合は「首都」）を持たせて出題する。敗者復活戦など、特殊な状況でない限り、前後に何らかの関連がある事柄を並立させるのが「パラレル」の作法である。ただし、前出の「オペックホース」が答えになる問題のように、語呂合わせや洒落による関連も出題される。
マイナーな選択肢（勝負押し）
特に名数問題において、正解がその中で最もマイナーな選択肢となる場合が多いということを利用し、選択肢が読み上げられる前にボタンを押して回答してしまうという戦術。例えば、
「茶道の三千家といえば…」
という問題の場合、多くの場合「表千家、裏千家とあと一つは何?」と続き「武者小路千家」が正解となるため、「三千家」の途中あたりでボタンを押しても正解できる確率が高い（この場合でも、引っ掛け問題や全く別の問題に変化する場合も有り得るので、リスクはある）。
同様に、誤答を前提とした確率勝負で確定部分よりも早くボタンを押す方法がある。例えば「京の三大祭とは」まで読まれた瞬間に押した場合、答えは「葵祭」「祇園祭」「時代祭」のいずれかであり、3分の1の確率で正解となる。また、「京の三大祭とは、あ、」まで読まれた瞬間に押した場合、答えは「祇園祭」か「時代祭」のどちらかであり、2分の1の確率で正解となる。
予想される正解を全て言う
問題の途中で正解が複数考えられる場合に、予想される正解を全て答えてしまう戦術。例えば、
「2006年に冬季オリンピックが開催されたイタリアの都市はどこ?」（正解はトリノ）
「2006年に冬季オリンピックが開催されたトリノはどこの国の都市?」（正解はイタリア）
という2つの問題が想定される場合に、「冬季オリンピックが…」の部分では国名・都市名のどちらを答えさせるのかが判別できない。しかし、この時点でボタンを押して「イタリアのトリノ」と答えてしまうと、大抵の場合は正解と認められる。ただしこの戦術は他のプレイヤーから「ずるい」と非難を浴びやすく、またこのような問題の答えの中に固有名詞や単語が二つあるのは問題形式による例外を除けば通常ではありえないことで、正誤判定をする側から「もう一度」とどちらを答えとするかを問われやすい。このため、クイズ番組によっては問題文で正解を限定している場合は複数の答えを言うことを認めずに不正解とする場合もある。
パターン問題
クイズとして完成度が高く、定番となっている問題。何度も出題されるため、「手垢」「ベタ問」とも称される。また、特定の番組や出題者で古典化している問題もこれに含まれる。特徴的な出だしの部分だけで解答が判別できることもあるため、知識があれば非常に早い段階でボタンを押すことができる。反面、パターン問題の暗記合戦になり、テレビ番組では「なぜここで解答できるか、一般の視聴者には理解できない」場面が続出する弊害も引き起こした。
いわゆる一般常識との違いは、クイズサークル内や同好会的に開催されるクイズ大会ではパターン問題として定着していても、不特定多数に知られた知識とは限らないというところにある。高校生クイズの第28回（2008年） - 第32回（2012年）では、「知力の甲子園」と称し高難易度の問題を売りにしたが、実際は、「一般的には知られていないが、クイズサークルにとってはパターン問題」が多く出題されたと指摘がされている。
また引っ掛けに利用されやすく、普通の人には何でもない問題が、なまじクイズのパターンを覚えているために引っ掛かってしまうこともある。
時事問題対策
クイズ大会の開催時期や、クイズ番組の放送時期（あくまで放送日であり、収録日ではない）に「話題となっている」あるいは「話題になりそうな」言葉、もしくは「その時期に何が起こったか」「その日は暦の上では何の日にあたるか」などの言葉を正解として問題化したものは、俗に「時事問題」と呼ばれる。例えば『パネルクイズ アタック25』においては、予選・本選の段階で必ず数問出題される。その時期のベストセラーや映画、あるいは「その放送日に起こった歴史的な出来事」などの知識を問われることが多い。アマチュアが主催するクイズ大会でも、こういった問題を多数出題する、という行為が様式美となっているケースも少なくない。そのため、事前に下調べをして予想問題を作成することで、その問題での解答権を得る可能性を高めておくことができる。ただし、時事問題に対するクイズマニア、クイズ大会主催者、クイズ番組制作者の考え方は多種多彩である。日本の高校や大学のクイズ研究会は、特に時事問題については、大会主催者、番組制作者の考え方をある程度把握して対策をしている場合もある。
チャージ
最後の勝ち抜け枠を争っているなど、どうしても解答権を与えたくない相手がいる場合に無理を承知で早めに押すこと。たとえば、『アメリカ横断ウルトラクイズ』の準決勝で多用された「通過クイズ」は3ポイント先取で通過席に立ち、決勝進出に挑戦。他の解答者がここで正解すれば、通過席の挑戦者のポイントが0に戻りやり直しになってしまうというものだったので、この作戦は通過阻止に効果的だった。たとえ何問か不正解しても、その後阻止に成功できれば挽回できるという発想である。特に、知識はあるが早押しが苦手な相手には効果は絶大となる。
また、出題数に限りのある形式ならば、相手の解答権を潰せばそれだけ相手に逆転の機会が少なくなるため、ここ一番で使えば逃げ切りを確実にするために役立つ。このケースは特に問題潰し（解答権潰し）と呼ぶ。不正解ペナルティが減点制ではない場合、あるいは相手の得意ジャンルがはっきりしている場合（医者に医学の問題を出すなど）に使いやすい。
しかしこれは、クイズ解答者のマナーとして感心できる戦法ではなく、特に前者は不正解を連発して自滅する危険性も高い。出題側からは、チャージ（問題潰し）の連発を防ぐため、不正解時のペナルティを厳しくして（3回不正解で失格、不正解ごとに2回休みなど）対処することが多い。逆に、解答者から見れば「（3回不正解で失格なら）2回まではチャージできる」などと判断して使い所を探ることになる。この他、作戦の一つとしてむしろ奨励する主張もある。
また、『オールスター感謝祭』や『クイズマジックアカデミー』など、「早押しの要素はあるが解答権は保証される」形式ではあまり意味がない戦法である。ただし、前者は正解者でもっとも解答が遅かった者が失格、後者は解答時間に応じて正解時の獲得点数が減点されるルールがある。これらを避けるため、始めから正解できそうにない問題では、無理を承知で早めに答える、つまりチャージすることはある。このケースでは、○×クイズなどの選択式問題で、比較的チャージを使いやすい（クイズマジックアカデミーのプレイヤーは、もっぱら「ダイブ」と呼ぶ）。
シンキングタイムの利用
通常は答えが分かったらボタンを押すが、瞬間的に答えが思いつかなくてもポイントとなる部分で押し、シンキングタイム内で答えを思い出すという方法。クイズ番組はシンキングタイムが厳密に定められていないことが多く、正誤判定役が時間切れによる不正解のブザーを押すまでには数秒ある。このため、パターン問題のように一斉にボタンが押される状況が明らかな場合にまず解答権を確保するために行われる。ただし、前述のようにシンキングタイムが厳密に定められていないということはブザーを押されるまでの時間も不定であるため、お手つきとなるリスクは高い。

## 用語

### 機器の名称
- 早押しボタン
早押しボタンはその形状によってでべそ型、キノコ型などに分類されるが、その機能は基本的に変わらない。全ての解答者のボタンは電気的につながっており、どのボタンが最も早く押されたか瞬時に判断できるようになっている。
- ランプ
大抵の場合、誰が最も早くボタンを押したかという判定結果が一見して分かる様、解答者の席にはランプが備え付けられる。ランプが点ることは、最も早くボタンを押したことを指し、すなわち解答権を得た事になる。ランプはボタンに付随している場合もある。最も早くボタンを押すと、点灯あるいは点滅し、正解の場合は、そのまま点灯あるいは点滅するが、不正解の場合は消灯する。番組によっては早押し2着3着を表示、解答者席の電飾も連動して動作するものもある。
ランプを用いない例としては、『アメリカ横断ウルトラクイズ』で用いられた帽子、早押しハット（ウルトラハット）が有名である。
- 早押し機
ボタン、ランプが一セットになっている、早押しクイズを楽しむための機械。数は少ないが市販もされている。電子工作組み立てキットの市販や、クイズサークル向けに本格的なセットを請け負う個人も存在する。クイズ番組のセットとして用いられる場合は、解答者のテーブルと一体化している事が多い。
- 地蔵
一度も早押し機を押せないまま終わってしまうこと。地蔵像のように身動きが取れないことから。「焼き鳥」とも言ったこともあった。

### 問い読み
出題者が、問題を読むこと。問題読みとも言う。基本的にはアナウンサー同様、解答者に聞き取りやすく、はっきりと読む能力が要求される。さらに、読み方次第で有利・不利が生じるため（たとえば、答えさせたい回答者に、意図的に後の文字まで「読ませ押し」するなどのえこひいきが可能）、進行の公平性を保つためには相応の修練、そして長丁場でも耐えられる体力が必要となる。
パラレル問題の場合、声の調子で分岐の有無を見分ける方法が存在する。また、意図的に分岐ポイントを強調して読むことで、ヒントにする読み方もある（金竜読み）。逆に、極力声の調子を変えないようにする読み方もあり、進行の公平性を保つ限り、どのように読むのかは出題者に委ねられる。ただし、多くのクイズゲームは肉声での出題では無いため、声を聞き分ける攻略法は使えない。

### ウイニングアンサー
クイズの大会や番組等で優勝者が決定した時の問題の正解のこと。優勝条件が規定数ポイント獲得の形式の場合には優勝者の正解（最終問題を優勝者が回答）でそのクイズが終了するので最終問題の正解が「ウイニングアンサー」となる。
但し以下の場合だと優勝者以外が最終問題を回答または優勝者が不正解で終了することになるため優勝者の正解以外で決着がつくこともある。
1. n×ルールなどで途中脱落有りのルールで優勝者以外が全員失格（最終問題を優勝者以外が不正解で終了）で優勝者だけが残った場合[12]。
2. 時間もしくは問題数、または総正解数限定ルールで最終問題が優勝者の正解以外で終了した場合（優勝者が最終問題を不正解または優勝者以外が回答、最終問題の回答者なしなど）。
3. 不正解時のペナルティが対戦相手に加点されるルールで優勝者以外が最終問題を不正解し、優勝者が優勝条件を満たした場合。

この場合は優勝者の最終正解をウイニングアンサー、またはウイニングアンサーはなし、とすることもある。

## 早押し形式が用いられた主なクイズ番組

### 現在放送されている番組
2022年6月現在。
- パネルクイズ アタック25 Next (BSJapanext)
- 全国高等学校クイズ選手権（日本テレビ）
- くりぃむクイズ ミラクル9（テレビ朝日）
- ネプリーグ（フジテレビ）
- クイズプレゼンバラエティー Qさま!!(テレビ朝日)

その他、単発番組やバラエティ番組のクイズコーナーで行われる。

### 過去の番組
- クイズ!ヘキサゴンII （フジテレビ）
- アメリカ横断ウルトラクイズ（日本テレビ）
- どちら様も!!笑ってヨロシク（日本テレビ）
- クイズ世界はSHOW by ショーバイ!!（日本テレビ）
- マジカル頭脳パワー!!（日本テレビ）
- 100万円クイズハンター（テレビ朝日）
- 象印クイズ ヒントでピント（テレビ朝日）
- クイズグランプリ（フジテレビ）
- なるほど!ザ・ワールド（フジテレビ）
- アップダウンクイズ（毎日放送）
- ダウトをさがせ!（毎日放送）
- クイズ!!ひらめきパスワード（毎日放送）
- 痛快!明石家電視台（毎日放送）
- 世界一周双六ゲーム（朝日放送）
- クイズところ変れば!?（テレビ東京）
- クイズ地球まるかじり（テレビ東京）
- クイズ100人に聞きました（TBS）
- さんまのSUPERからくりTV（TBS）

など、ほか多数